# Metaporana
Metaporana,  biljni rod iz porodice slakovki smješten u tribus Dichondreae, dio potporodice Convolvuloideae.. Pripada mu 6 vrsta penjačica, lijana i grmova rasprostranjenih po istočnoj tropskoj Africi i Madagaskaru; jedna vrsta drveta endem je sa Sokotre.
Rod je opisan u Bulletin of Miscellaneous Information, Royal Gardens, Kew 1914: 168. 1914.

## Vrste
1. Metaporana conica Verdc.
2. Metaporana densiflora (Hallier f.) N.E.Br.
3. Metaporana obtusa (Balf.f.) Staples; Sokotra
4. Metaporana parvifolia (K.Afzel.) Verdc.
5. Metaporana sericosepala Verdc.
6. Metaporana verdcourtii Deroin